# 박순애 (교수)
박순애(朴順愛, 1965년 4월 21일 ~ )는 서울대학교 행정대학원 교수이다. 윤석열 정부의 초대 부총리 겸 교육부 장관이였으나 학제개편 논란으로 인해 2022년 8월 8일 자진사퇴하였다.

## 학력
- 1984년 데레사여자고등학교 졸업
- 1990년 연세대학교 행정학 학사
- 1994년 연세대학교 행정대학원 행정학 석사
- 1998년 미시간 대학교 대학원 행정학 박사

## 경력
- 2004년~2022년 서울대학교 행정대학원 교수
- 2005년~2007년 교육인적자원부 정책자문위원
- 2013년~2016년 공공기관운영위원회 민간위원
- 2015년~2019년 KB국민은행 사외이사
- 2015년~2017년 인사혁신추진위원회 민간위원
- 2016년 서울대 공공성과관리센터 소장
- 지방자치발전위원회 민간위원
- 2017년 기획재정부 공공기관경영평가단장
- 2021년 국회의장직속 국회국민통합위원회 사회분과 위원
- 2021년 한국행정학회장
- 한국행정학회 이사장
- 2021년~ 유엔 공공행정전문가위원회(CEPA) 위원
- 2021년 3월~2022년 5월: 현대건설기계㈜ 사외이사 및 감사위원
- 2021년 금호석유화학 사외이사
- 2022년 제20대 대통령직인수위원회 정무사법행정분과 인수위원
- 2022년 7월~2022년 8월 부총리 겸 교육부 장관
- 2022년 7월~2022년 8월: 국민통합위원회 당연직 위원
- 2024년 4월~: BC카드 사외이사

## 범죄전력

### 교통사고
1992년 11월 서울마포경찰서는 교통사고처리특례법위반으로 박순애를 입건했다. 1993년 2월 서울서부지방법원은 박순애에게 교통사고처리특례법위반 죄로 벌금 50만 원을 선고하였다.
박순애는 2022년 교육부 장관 인사청문회 준비단 관계자를 통해 해당 사안은 빙판길 사고로 중앙선을 침범하였던 것이라고 밝혔다.

### 음주운전
2001년 12월 17일 23시 경 박순애는 혈중알코올농도 0.251%의 주취상태로 서울특별시 중구 B 앞 도로에서 C 승용차를 운전하였다. 2002년 9월 12일 서울중앙지방법원은 박순애에게 도로교통법위반 죄로 형의 선고를 유예하였다.

## 음주운전 선고유예 판결 정황 의혹
박순애는 2001년 12월 17일 만취 상태로 운전하다가 경찰에 적발돼 벌금형 약식명령을 받게 되자 불복해 정식 재판을 청구했고 서울중앙지방법원은 9월12일 벌금 250만원형의 선고를 유예하는 처분을 내렸다.
전문가들은 혈중알코올농도가 당시 면허 취소 기준(0.1%)의 2.5배에 달하는 음주운전 사건에서 선고유예 처분이 내려진 건 이례적이라하고 봐주기식 판결로 보인다는 의견을 냈다.
박순애가 선고유예를 받은 같은 해에 음주운전으로 받은 선고유예 판결은 전국 법원에서 나온 판결 중 0.78%에 불과해 이례적인 사례라는 평을 받고 있다. 박순애는 이에 대해 변명의 여지없는 실수이고 깊이 반성하고 있다며 국민께 심려를 드린 점 진심으로 사과드린다고 말했다.